# Rossano Brazzi
Rossano Brazzi (Villa Fontana, 18 settembre 1916 – Roma, 24 dicembre 1994) è stato un attore e regista italiano.

## Biografia
Esordì nel 1938 sul grande schermo, recitando ruoli minori in quattro pellicole prima di ottenere il suo primo ruolo da protagonista impersonando Edmund Kean nel film Kean (1940), diretto da Guido Brignone. Sul palcoscenico arrivò nel 1939 recitando in La cena delle beffe di Sem Benelli. Ebbe una buona formazione teatrale recitando con la compagnia di Eva Magni e Renzo Ricci. Sempre nel 1939 fu il protagonista in Aminta, per la regia di Renato Simoni e Corrado Pavolini, con Rina Morelli, Andreina Pagnani, Micaela Giustiniani, Gino Cervi, Ernesto Sabbatini, Carlo Ninchi, Aroldo Tieri ed Annibale Ninchi al Giardino di Boboli a Firenze.
In seguito si dedicò sempre di più al cinema e raggiunse una notevole popolarità durante il ventennio fascista come protagonista di film che spesso rispondevano alla politica culturale del regime. Tra questi, si ricordano in particolare il dittico Noi vivi e Addio Kira! (film unico distribuito in due parti perché la durata superava le 4 ore), a fianco di Alida Valli e Fosco Giachetti, e Aquila nera (1946). Alla fine degli anni quaranta si avvicinò al cinema hollywoodiano con l'esordio in Piccole donne (1949), con June Allyson ed Elizabeth Taylor, ma nel ruolo di un timido professore tedesco non convinse il pubblico. Il successo giunse invece con tipici ruoli da latin lover, prima in Tre soldi nella fontana (1954) di Jean Negulesco e poi soprattutto in Tempo d'estate (1955) di David Lean, al fianco di Katharine Hepburn.
Fu da allora uno degli attori italiani che ebbero maggior successo a Hollywood, dove recitò accanto a star come Ava Gardner e Humphrey Bogart in La contessa scalza (1954), Joan Crawford in La storia di Esther Costello (1957), John Wayne e Sophia Loren in Timbuctù (1957), Joan Fontaine in Un certo sorriso (1958), Deborah Kerr in Il marito latino (1959), Maureen O'Hara in Accadde un'estate (1965), Peter Sellers in Il magnifico Bobo (1967), spesso in ruoli di antagonista o di affascinante uomo italiano di cui si invaghiva la bella straniera di turno in vacanza in Italia. 
A partire dal 1968, tentò la via della regia dirigendo tre film ma senza particolare successo. I consensi li ebbe invece interpretando ruoli di primo piano in alcuni sceneggiati televisivi di largo ascolto. 
In radio fu il conduttore di turno dello storico programma d'intrattenimento radiofonico del mattino "Voi ed Io" tutti i giorni dal lunedì al sabato dalle 9,15 alle 11,30 sul Programma Nazionale Radiorai per un intero mese nell'aprile 1972. 
In TV dal 12 maggio al 14 giugno 1980 fu il presentatore per quel mese di "Buonasera con..." il programma contenitore della fascia preserale in onda dal lunedì al venerdì sulla Rete 2 dalle 18.50 alle 19.45 per 25 puntate con all'interno della trasmissione il telefilm "I ragazzi del sabato sera" ("Welcome Back, Kotter" titolo originale) serie televisiva americana con protagonista John Travolta trasmessa per la prima volta in Italia in esclusiva.
Appartenente alla Massoneria, negli anni ottanta rimase coinvolto in un'inchiesta giudiziaria per traffico d'armi con la Somalia, ma fu poi assolto da ogni accusa. Nel 1982 interpretò, con molta ironia, proprio il ruolo di un massone nella commedia Il paramedico, al fianco di Enrico Montesano e Edwige Fenech. 
L'ultima interpretazione fu un cameo nel thriller Fatal Frames - Fotogrammi mortali di Al Festa, uscito tre anni dopo la sua morte, avvenuta la vigilia di Natale del 1994 per una malattia rara.
È sepolto nel cimitero Flaminio di Roma.

## Vita privata
Fratello del regista e produttore Oscar Brazzi, si sposò una prima volta con la baronessa Lidia Bertolini (1921-1981). Dopo la sua morte si unì, in seconde nozze, con Ilse Fischer (1900-1979), con la quale rimase fino alla sua morte. Dai due matrimoni non nacque prole, ma l'attore ebbe un figlio da Llewella Humphreys Brady (1934-1992), figlia del malavitoso di Chicago, noto come The Camel e The Hump, Murray Humphreys (1899-1965) di origine gallese, capo del sistema politico e del racket sindacale, corruttore e pagatore di tangenti ai politici e alle forze dell'ordine, esponente di primo piano degli Chicago Outfit durante il proibizionismo, collaboratore di Al Capone e una delle menti che decisero la "strage di San Valentino".

## Filmografia

### Attore

Rossano Brazzi con Alida Valli in Noi vivi di Goffredo Alessandrini (1942)

#### Cinema
- Il destino in tasca, regia di Gennaro Righelli (1938)
- Piccolo hotel, regia di Piero Ballerini (1939)
- Processo e morte di Socrate, regia di Corrado D'Errico (1939)
- Il ponte di vetro, regia di Goffredo Alessandrini (1940)
- Kean, regia di Guido Brignone (1940)
- Ritorno, regia di Géza von Bolváry (1940)
- La forza bruta, regia di Carlo Ludovico Bragaglia (1941)
- Tosca, regia di Carl Koch e Jean Renoir (1941)
- Il bravo di Venezia, regia di Carlo Campogalliani (1941)
- Il re si diverte, regia di Mario Bonnard (1941)
- È caduta una donna, regia di Alfredo Guarini (1941)
- Una signora dell'Ovest, regia di Carl Koch (1942)
- Noi vivi, regia di Goffredo Alessandrini (1942)
- Addio Kira!, regia di Goffredo Alessandrini (1942)
- La Gorgona, regia di Guido Brignone (1942)
- I due Foscari, regia di Enrico Fulchignoni (1942)
- Piazza San Sepolcro, regia di Giovacchino Forzano (1943)
- Maria Malibran, regia di Guido Brignone (1943)
- L'accusata (Damals), regia di Rolf Hansen (1943)
- Il treno crociato, regia di Carlo Campogalliani (1943)
- Silenzio, si gira!, regia di Carlo Campogalliani (1943)
- Il paese senza pace, regia di Leo Menardi (1943)
- La casa senza tempo, regia di Andrea Della Sabbia (1943)
- I dieci comandamenti, regia di Giorgio Walter Chili, episodio Non commettere atti impuri (1945)
- La resa di Titì, regia di Giorgio Bianchi (1945)
- Aquila nera, regia di Riccardo Freda (1946)
- La grande aurora, regia di Giuseppe Maria Scotese (1946)
- Malìa, regia di Giuseppe Amato (1946)
- Il passatore, regia di Duilio Coletti (1947)
- Il diavolo bianco, regia di Nunzio Malasomma (1947)
- Il corriere del re, regia di Gennaro Righelli (1947)
- Furia, regia di Goffredo Alessandrini (1947)
- Eleonora Duse, regia di Filippo Walter Ratti (1947)
- Piccole donne (Little Women), regia di Mervyn LeRoy (1949)
- Gli inesorabili, regia di Camillo Mastrocinque (1950)
- Romanzo d'amore, regia di Duilio Coletti (1950)
- Vulcano, regia di William Dieterle (1950)
- La vendetta di Aquila Nera, regia di Riccardo Freda (1951)
- La corona nera (La corona negra), regia di Luis Saslavsky (1951)
- Incantesimo tragico (Oliva), regia di Mario Sequi (1951)
- Prigioniera della torre di fuoco, regia di Giorgio Walter Chili (1952)
- Il boia di Lilla - La vita avventurosa di Milady, regia di Vittorio Cottafavi (1952)
- L'ingiusta condanna, regia di Giuseppe Masini (1952)
- Il figlio di Lagardere, regia di Fernando Cerchio (1952)
- Il terrore dell'Andalusia (Carne de horca), regia di Ladislao Vajda (1953)
- La barriera della legge, regia di Piero Costa (1954)
- La contessa scalza (The Barefoot Contessa), regia di Joseph L. Mankiewicz (1954)
- Tre soldi nella fontana (Three Coins in the Fountain), regia di Jean Negulesco (1954)
- Tempo d'estate (Summertime), regia di David Lean (1955)
- Gli ultimi cinque minuti, regia di Giuseppe Amato (1955)
- Amami... e non giocare (Loser Takes All), regia di Ken Annakin (1956)
- Timbuctù (Legend of the Lost), regia di Henry Hathaway (1957)
- Interludio (Interlude), regia di Douglas Sirk (1957)
- La storia di Esther Costello (The Story of Esther Costello), regia di David Miller (1957)
- Un certo sorriso (A Certain Smile), regia di Jean Negulesco (1958)
- South Pacific, regia di Joshua Logan (1958)
- Il marito latino (Count Your Blessings), regia di Jean Negulesco (1959)
- L'assedio di Siracusa, regia di Pietro Francisci (1960)
- La battaglia di Austerlitz (Austerlitz), regia di Abel Gance (1960)
- Luce nella piazza (Light in the Piazza), regia di Guy Green (1962)
- Gli amanti devono imparare (Rome Adventure), regia di Delmer Daves (1962)
- La rossa (Die Rote), regia di Helmut Käutner (1962)
- Mondo cane, regia di Gualtiero Jacopetti, Paolo Cavara e Franco Prosperi (1962)
- Le quattro verità, episodio La lepre e la tartaruga, regia di Alessandro Blasetti (1963)
- La ragazza in prestito, regia di Alfredo Giannetti (1964)
- Pão de Açúcar, regia di Paul Sylbert (1964)
- Accadde un'estate (The Battle of the Villa Fiorita), regia di Delmer Daves (1965)
- Il Natale che quasi non fu, regia di Rossano Brazzi (1966)
- Il magnifico Bobo (The Bobo), regia di Robert Parrish (1967)
- Sette volte donna, regia di Vittorio De Sica (1967)
- Gli altri, gli altri... e noi, regia di Maurizio Arena (1967)
- Sette uomini e un cervello, regia di Rossano Brazzi (1968)
- Krakatoa, est di Giava (Krakatoa, East of Java), regia di Bernard L. Kowalski (1968)
- Un colpo all'italiana (The Italian Job), regia di Peter Collinson (1969)
- Salvare la faccia, regia di Rossano Brazzi (1969)
- L'ultimo avventuriero, regia di Lewis Gilbert (1969)
- Il sesso del diavolo - Trittico, regia di Oscar Brazzi (1971)
- Mr. Kingstreet's War, regia di Percival Rubens (1971)
- Il giorno del giudizio, regia di Mario Gariazzo (1971)
- Racconti proibiti... di niente vestiti, regia di Brunello Rondi (1972)
- Terror! Il castello delle donne maledette, regia di Dick Randall (1974)
- Gli angeli dalle mani bendate, regia di Oscar Brazzi (1976)
- Il cav. Costante Nicosia demoniaco ovvero: Dracula in Brianza, regia di Lucio Fulci (1975)
- Il tempo degli assassini, regia di Marcello Andrei (1975)
- Giro girotondo... con il sesso è bello il mondo, regia di Oscar Brazzi (1975)
- Io e Caterina, regia di Alberto Sordi (1980)
- Conflitto finale (The Final Conflict), regia di Graham Baker (1981)
- Il paramedico, regia di Sergio Nasca (1982)
- La vocazione di Suor Teresa (La voce), regia di Brunello Rondi (1982)
- Paura su Manhattan (Fear City), regia di Abel Ferrara (1984)
- 7, Hyden Park - La casa maledetta, regia di Alberto De Martino (1985)
- Final Justice, regia di Greydon Clark (1985)
- Russicum - I giorni del diavolo, regia di Pasquale Squitieri (1988)
- Fatal Frames - Fotogrammi mortali, regia di Al Festa (1997)

#### Televisione
- June Allyson Show (The DuPont Show with June Allyson) – serie TV, episodi 1x27-2x26 (1960-1961)
- I giorni di Bryan (Run for Your Life) – serie TV, episodio 1x19 (1966)
- Melissa, regia di Daniele D'Anza – miniserie TV (1966)
- Reporter alla ribalta (The Name of the Game) – serie TV, episodio 2x21 (1970)
- Coralba, regia di Daniele D'Anza – miniserie TV (1970)
- Hawaii Squadra Cinque Zero – serie TV, episodio 10x02 (1977)
- La promessa, regia di Alberto Negrin – miniserie TV (1979)
- Charlie's Angels – serie TV, episodi 3x17-3x18 (1979)
- La valle dei pioppi (La vallée des peupliers) – serial TV (1986)

### Regista
- Il Natale che quasi non fu (1966)
- Sette uomini e un cervello (1968)
- Salvare la faccia (1969)

## Doppiatori italiani
- Giulio Panicali in Il Passatore, Prigioniera della torre di fuoco, La battaglia di Austerlitz
- Emilio Cigoli in South Pacific, Giro girotondo... con il sesso è bello il mondo
- Giuseppe Rinaldi in L'assedio di Siracusa, Un colpo all'italiana
- Ivo Garrani in Romanzo d'amore
- Sergio Graziani in Krakatoa, est di Giava
- Pino Locchi in Il giorno del giudizio
- Giorgio Piazza in Charlie's Angels

## Prosa radiofonica Rai
- Il romanzo di un giovane povero, di Octave Feuillet, romanzo a puntate regia 23 giugno 1946
- Vita di Giacomo Puccini, regia di Marco Visconti (1953)
- I dialoghi di Platone, regia di Pietro Masserano Taricco, trasmessa il 5 marzo 1953.
- La conchiglia, commedia di Sergio Pugliese, regia di Pietro Masserano Taricco, trasmessa il 23 marzo 1953.
- La cena delle beffe di Sem Benelli, Compagnia di Prosa della Radio Italiana, regia di Anton Giulio Majano, trasmessa il 17 novembre 1951.
- Divorzio dalla realtà, commedia di Emery Bonnet, regia di Anton Giulio Majano, trasmessa il 21 aprile 1955.

## Discografia parziale

### 45 giri
- 1970 - Pur di vivere un'ora accanto a te (To live just one hour beside you) (Edizioni Discografiche Nuovo Mondo, FM 0019)
- 1971 - L'amore è al di sopra di tutto/Love Is Above Everything (Roch Records, FM 11001).
- 1982 - 50 & più/L'amore è un dio giovane (Fonit Cetra, SP 1774).